# Macleania insignis
Macleania insignis là một loài thực vật có hoa trong họ Thạch nam. Loài này được M. Martens & Galeotti mô tả khoa học đầu tiên năm 1842.

## Hình ảnh

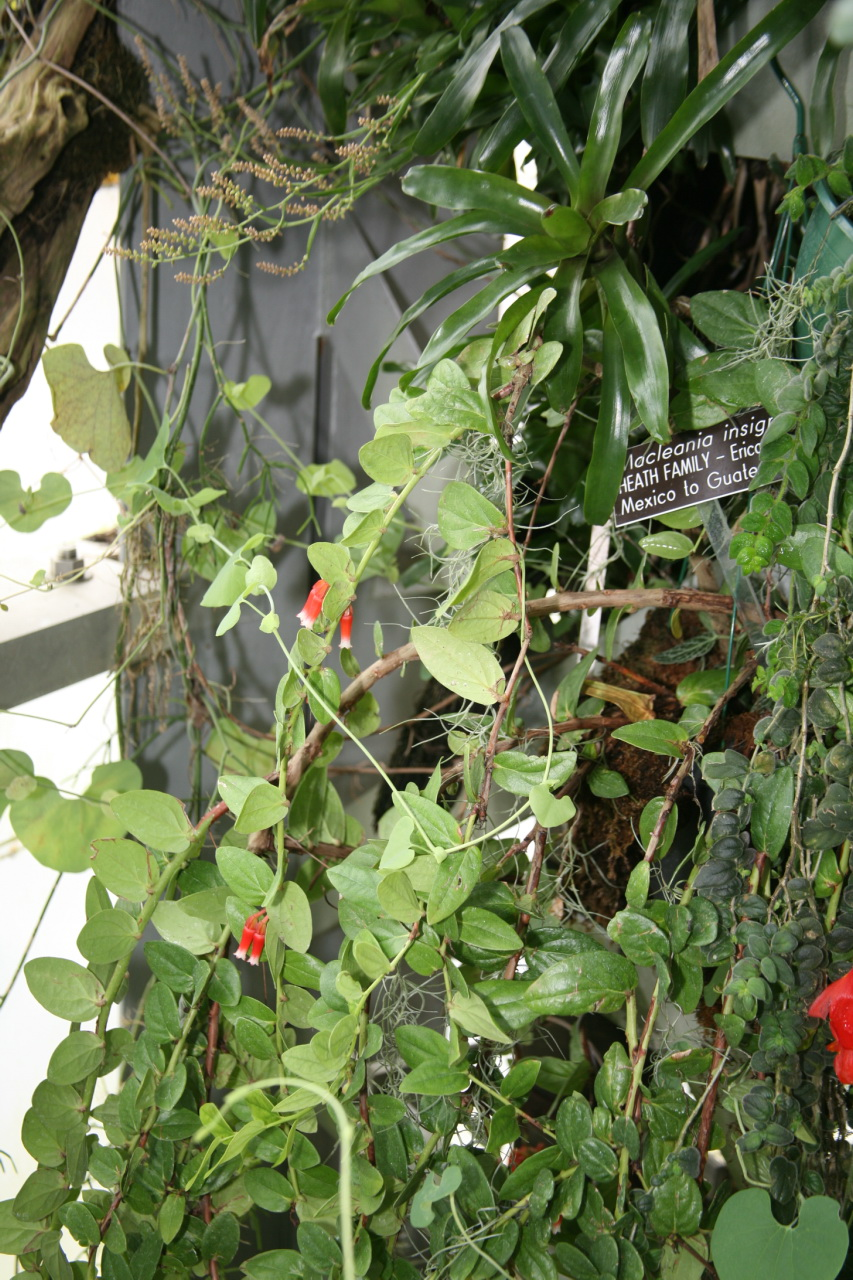
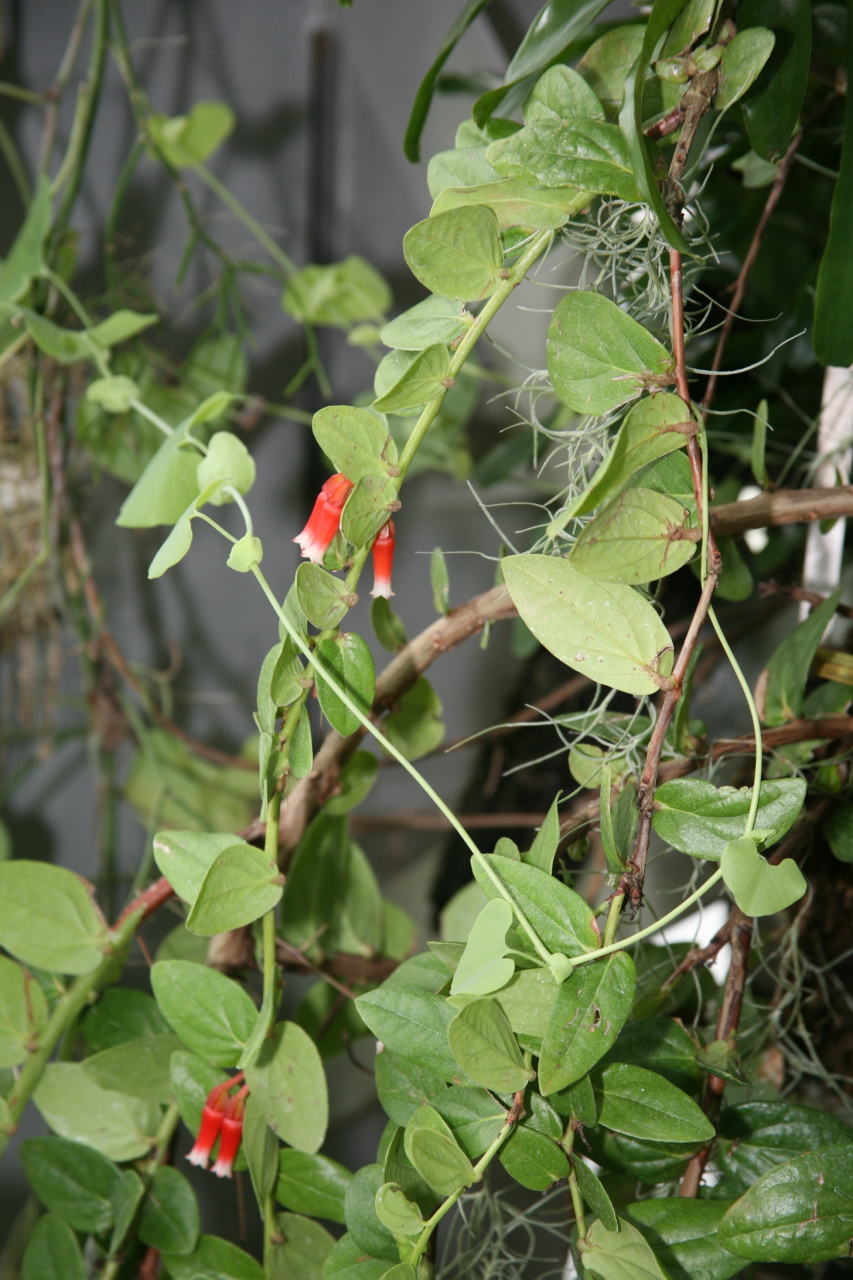